# Celastrina cinerea
Celastrina cinerea är en fjärilsart som beskrevs av Edwards 1883. Celastrina cinerea ingår i släktet Celastrina och familjen juvelvingar. Inga underarter finns listade i Catalogue of Life.